# Hypena senectalis
Hypena senectalis är en fjärilsart som beskrevs av Achille Guenée 1862. Hypena senectalis ingår i släktet Hypena och familjen nattflyn. Inga underarter finns listade i Catalogue of Life.